# Emil Sobota
Emil Sobota (17. května 1892 Beroun – 24. dubna 1945 Praha) byl český právník, spisovatel a publicista, povoláním úředník v prezidentské kanceláři za první republiky. Byl odborníkem na ústavní právo, těsně před koncem druhé světové války byl popraven.

## Život a dílo
Narodil se do rodiny železničního úředníka, absolvoval gymnázium v Olomouci a pak pražskou právnickou fakultu, roku 1916 byl promován doktorem práv. Následovala tříletá přípravná praxe v advokacii, přičemž už od dob studií psal do různých novin a časopisů. Emil Sobota se angažoval také politicky, nejdříve patřil k Masarykovým realistům, pak vstoupil ke státoprávním demokratům a od roku 1925 byl členem sociální demokracie. Po vzniku Československé republiky byl postupně tajemníkem olomouckého okresního národního výboru a sekretářem klubu státoprávně demokratických poslanců v Revolučním národním shromáždění, úředníkem českého zemského výboru a ministerstva železnic a pak od roku 1921 až do roku 1939 působil jako úředník v politicko-legislativním odboru Kanceláře prezidenta republiky. Zde relativně rychle služebně postupoval, získal např. titul ministerský rada.
Kromě své úřední práce byl stále veřejně činným. Pod pseudonymem Emil Havlík (Havlíková bylo příjmení jeho matky za svobodna) psal knihy pro mládež a věnoval se publicistice, dlouhá léta psal své komentáře a úvodníky především do revue Naše doba, spojené s prezidentem Masarykem. Vydal ale také celou řadu odborných monografií. Práce v prezidentské kanceláři ho přivedla k napsání studie o ústavním postavení prezidenta republiky O presidentu naší republiky (1924), studijní pobyty ve Švýcarsku a USA ho zase inspirovaly k vydání prací ČSR a Švýcary. Srovnávací politická skizza (1925) a Amerika a evropský divák (1930). Jako odborník na ústavní právo publikoval čtyřdílný komentář Ústava republiky Československé (1926–1927) nebo studii Naše ústava, jak zní a jak ji máme čísti (1936). Nejvíce se ale asi věnoval otázkám postavení národnostních menšin a garancím jejich práv v Československu, napsal např. Výklad našeho jazykového práva (1926), Národnostní právo československé (1927), Republika národní či národnostní? (1929) či Jazykové právo v evropských státech (1934). Ke konci 30. let zásadně polemizoval s politickým programem Sudetoněmecké strany, vydal proto práce jako Jsme ještě stále demokraté? (1936), Zákonodárné návrhy Sudetoněmecké strany s hlediska demokracie (1938) a Národnostní autonomie v Československu? (1938).
Po německé okupaci se skrýval na své chatě ve Stříbrné Skalici, stále psal, ale publikovat pod vlastním jménem nemohl a proto některé práce zakopával na zahradě. V dubnu 1945 však byl gestapem zatčen a na Pankráci pro odbojovou činnost popraven. Z pozůstalosti byly vydány vzpomínkové práce Bodrý byrokrat o svých zkušenostech (1945) a Glossy 1939–1944 (1946) a analýza protektorátního zřízení Co to byl protektorát (1946).